# Vibble
Vibble är även ett äldre namn på Jakobsberg i Järfälla kommun.
Vibble är en tätort i Gotlands kommun i Gotlands län, belägen utmed kustvägen Visby-Tofta-Klintehamn cirka tre kilometer söder om Visby. Med sitt läge strax söder om Visby är Vibble närmast att betrakta som en förort till centralorten Visby.

## Historia
Vibble har sitt ursprung i gården Vibble, Wiffler 1608. Namnet är inte tolkat. De äldsta delarna av Vibble gård utgörs av ett medeltida stenhus, uppfört under 1200-talet och ombyggt på 1300- eller 1400-talet. Gården ägdes 1646 av landsdomaren Nils Mattson, som 1648 sålde den till guvernören Åke Ulfsparre, vilken kort därpå lät sälja Vibble till handelsmannen Marcus Schröder, vilken anlade ett kalkbruk här.

### Befolkningsutveckling
Vibble hade i 2015 års SCB-statistik 1 709 invånare. Det gjorde då orten till den näst största i länet, större än både Hemse, Klintehamn och Slite.
| Befolkningsutvecklingen i Vibble 1960–2020       | Befolkningsutvecklingen i Vibble 1960–2020 | Befolkningsutvecklingen i Vibble 1960–2020 | Befolkningsutvecklingen i Vibble 1960–2020 | Befolkningsutvecklingen i Vibble 1960–2020 |
| ------------------------------------------------ | ------------------------------------------ | ------------------------------------------ | ------------------------------------------ | ------------------------------------------ |
|                                                  |                                            |                                            |                                            |                                            |
| År                                               |                                            |                                            | Folkmängd                                  | Areal (ha)                                 |
| 1960                                             | 1960                                       |                                            | 369                                        |                                            |
| 1965                                             | 1965                                       |                                            | 476                                        |                                            |
| 1970                                             | 1970                                       |                                            | 529                                        |                                            |
| 1975                                             | 1975                                       |                                            | 924                                        |                                            |
| 1980                                             | 1980                                       |                                            | 982                                        |                                            |
| 1990                                             | 1990                                       |                                            | 1 133                                      | 112                                        |
| 1995                                             | 1995                                       |                                            | 1 086                                      | 114                                        |
| 2000                                             | 2000                                       |                                            | 1 057                                      | 114                                        |
| 2005                                             | 2005                                       |                                            | 1 135                                      | 119                                        |
| 2010                                             | 2010                                       |                                            | 1 286                                      | 125                                        |
| 2015                                             | 2015                                       |                                            | 1 709                                      | 358                                        |
| 2020                                             | 2020                                       |                                            | 1 810                                      | 370                                        |
| Anm.: Sammanvuxen med Högklint och Nygårds 2015. |                                            |                                            |                                            |                                            |

## Samhället
En stor del av Vibble är byggt under 1900-talets andra hälft. Dessa hus befinner sig i första hand i "centrala Vibble", strax öster och väster om Toftavägen. I den västligaste delen av Vibble - även kallat den "nyare delen", där Kneippbyn finns - återfinns hus byggda under 2000-talet. Husen är här stora, byggda i sten och vitfärgade.
I Vibble finns förutom en ICA-butik, pizzeria, två förskolor: Torpet och Korallen.  
I Vibble finns även en gokart-förening (Vibble Go-cart).

## Musik
Under somrarna, då Kneippbyn har öppet, förekommer andra kulturella evenemang, såsom konserter. Vibble är omsjunget ett flertal gånger av den gotländska gruppen Smaklösa.

## Sevärdheter
- Naturreservatet Högklint

## Fotogalleri

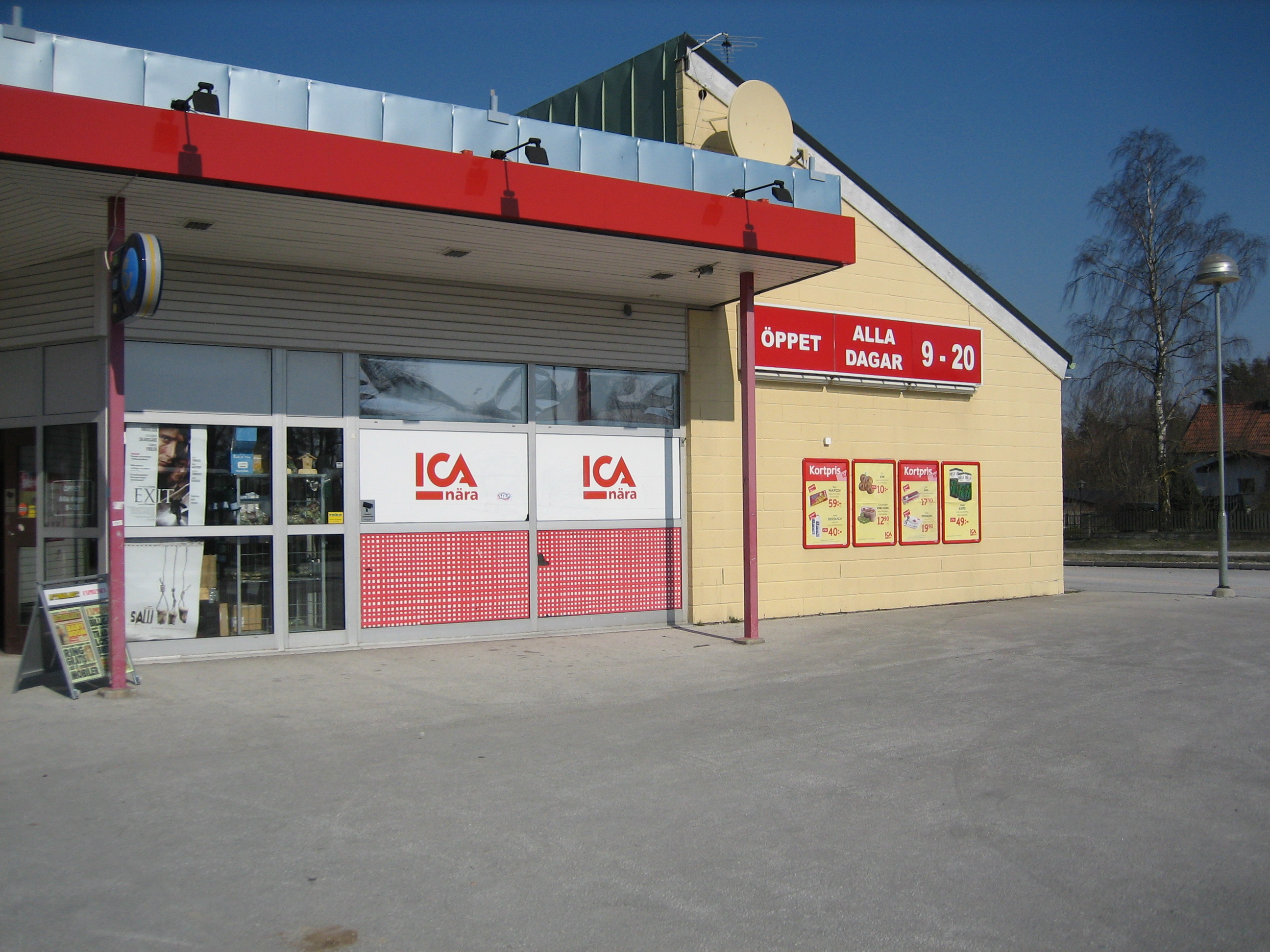
Ica Vibblehallen.
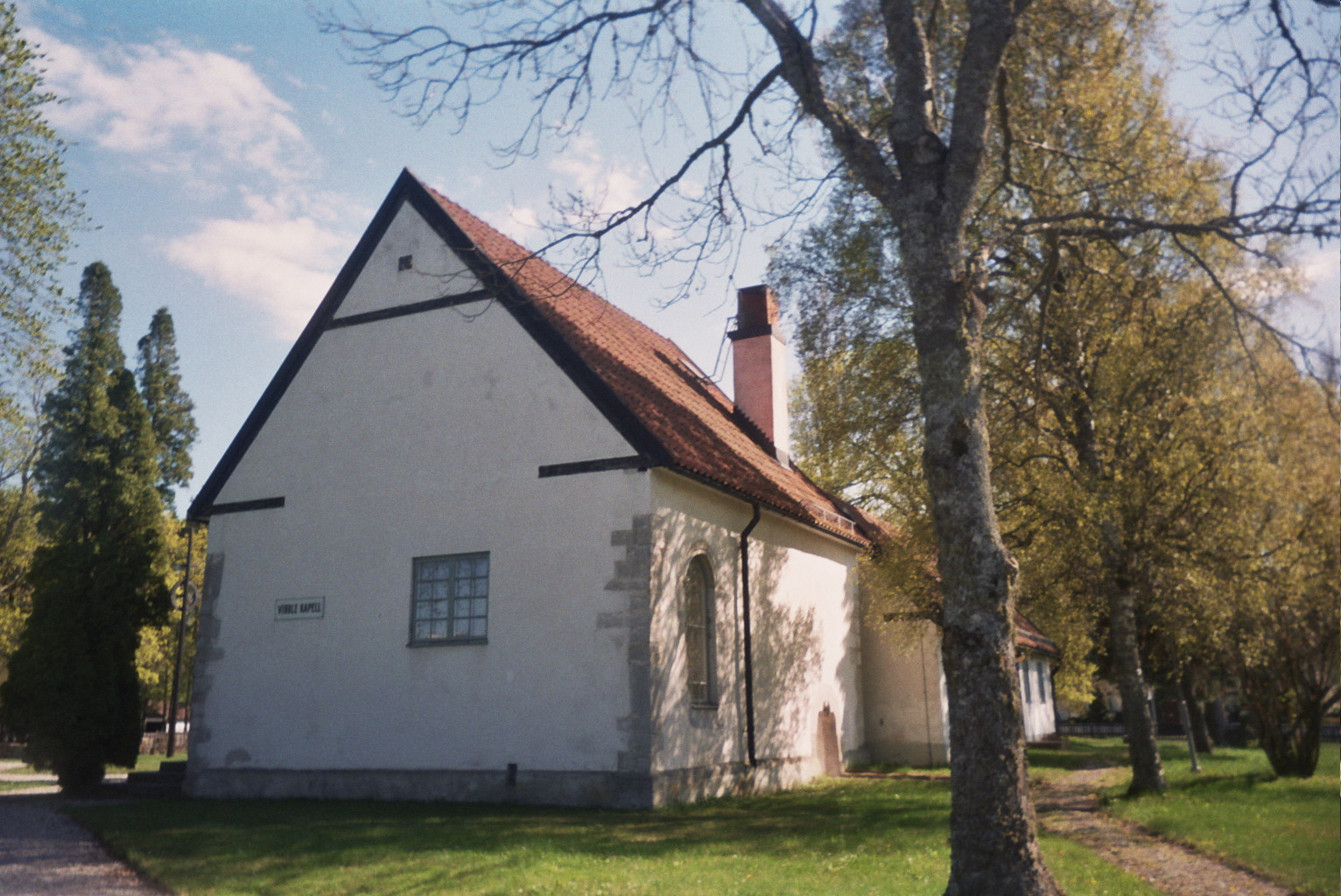
Vibble kapell.
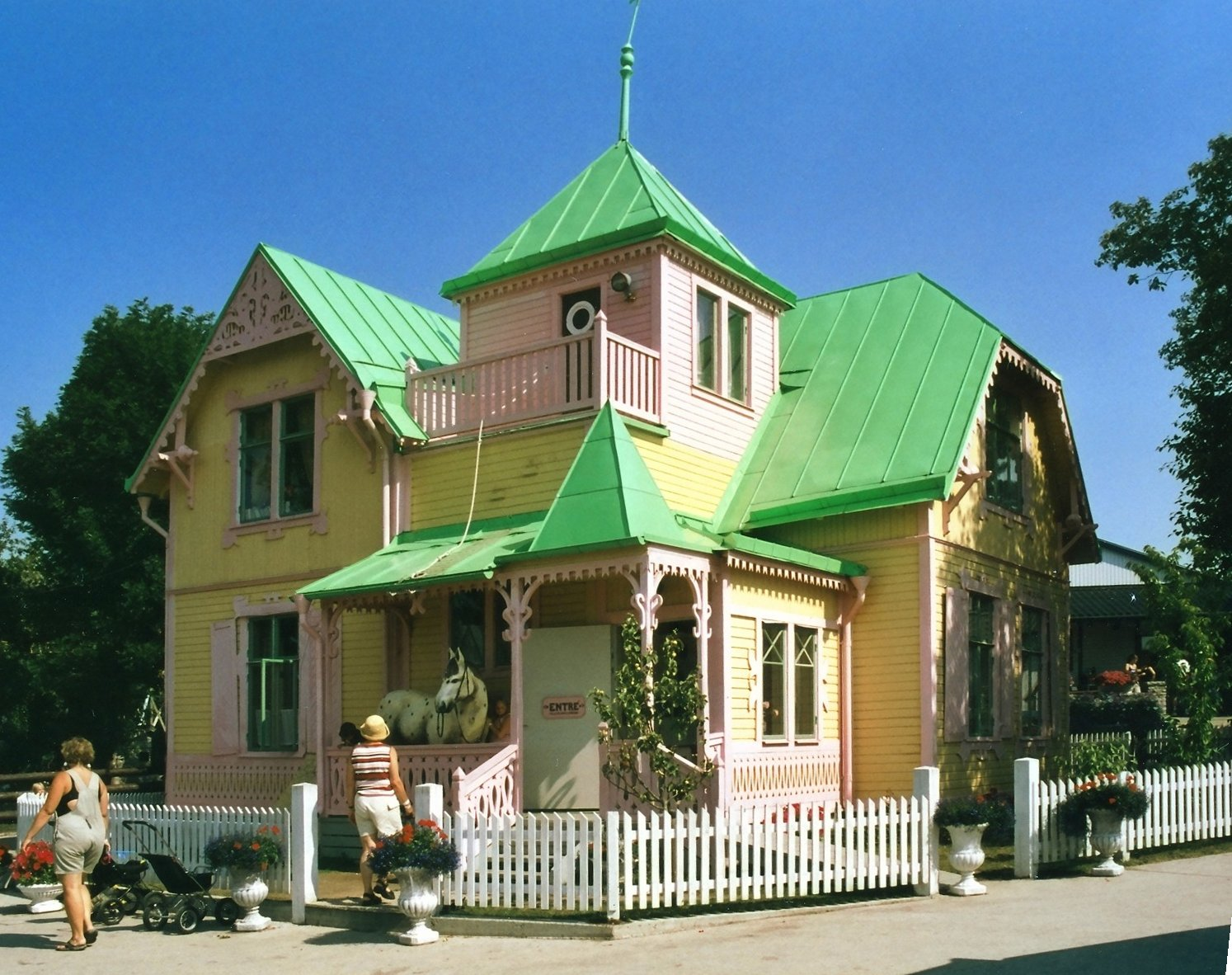
Villa Villekulla i Kneippbyn.